# Thomas Voeckler
Thomas Voeckler (* 22. Juni 1979 in Schiltigheim, Département Bas-Rhin) ist ein französischer Radsportnationaltrainer und ehemaliger Radrennfahrer. Er galt als Spezialist für Ausreißversuche und hatte eine offensive Fahrweise.

## Sportkarriere
Die Familie von Thomas Voeckler siedelte in den 1980er-Jahren vom Elsass nach Martinique über, er selbst kehrte mit 17 Jahren allein nach Europa zurück. Sein Vater (Psychiater und passionierter Hobby-Segler) gilt seit Oktober 1992 nach einem Segeltörn als verschollen. Er hatte Voeckler zum 13. Geburtstag dessen erstes Fahrrad geschenkt.
Thomas Voeckler gab sein Profidebüt im Jahr 2000 beim französischen Bonjour-Team, für das er bis 2002 fuhr. Anschließend bekam er einen Vertrag beim Nachfolge-Team Brioches La Boulangère. Im Jahr 2003 nahm er erstmals an der Tour de France teil und belegte dort den 117. Platz in der Gesamtwertung. Im Jahr 2004 wurde Voeckler in Pont-du-Fossé (Département Hautes-Alpes) französischer Meister im Straßenrennen.
Bei der darauffolgenden Tour de France eroberte Voeckler in der 5. Etappe von Amiens nach Chartres das Gelbe Trikot des Gesamtführenden. In einer fünfköpfigen Ausreißergruppe gelang es Voeckler, dem bis dato führenden Lance Armstrong 12 Minuten 33 Sekunden abzunehmen. Nach der 15. Etappe musste er das Gelbe Trikot wieder an Lance Armstrong abgeben, konnte aber das Weiße Trikot des besten Jungprofis behalten, allerdings nur bis zur vorletzten Etappe, dem Einzelzeitfahren bei Besançon. Dort verlor er es an den Russen Wladimir Karpez. Trotzdem feierten die Franzosen ihn als Nationalhelden und fanden durch seinen Kampfgeist einen neuen Liebling.
Bei der Tour de France 2005 errang Voeckler für einen Tag das Gepunktete Trikot des besten Bergfahrers, das er bei der Tour de France 2008 erneut fünf Tage lang trug. Einen Etappensieg bei der Tour de France konnte Voeckler schließlich 2009 feiern: Die 5. Etappe von Cap d’Agde nach Perpignan beendete er als Solist sieben Sekunden vor dem Hauptfeld.
Im Jahr 2006 betrug sein Jahreseinkommen 380.000 Euro.
Bei der Tour de France 2010 konnte Thomas Voeckler, der in jenem Jahr auch französischer Meister im Straßenrennen wurde, die 15. Etappe von Pamiers nach Bagnères-de-Luchon gewinnen. In den Pyrenäen löste er sich am Port de Balès aus einer Spitzengruppe und gewann als Solist mit sicherem Vorsprung.
Voeckler wurde 2011 in das Team Europcar transferiert, welches das Nachfolgeteam von Bbox Bouygues Télécom wurde. Bei der Fernfahrt Paris-Nizza errang er zwei Etappensiege, darunter die prestigeträchtige Abschlussetappe über den Col d’Eze in Nizza.
Bei der Tour de France 2011 errang er auf der 9. Etappe als Teil einer Ausreißergruppe das Gelbe Trikot. Er hatte daraufhin einen Vorsprung von rund zweieinhalb Minuten auf die Favoriten in der Gesamtwertung. Entgegen allen Erwartungen war Voeckler zunächst in der Lage, das Gelbe Trikot wie schon 2004 am Plateau de Beille zu verteidigen. Nachdem er das Gelbe Trikot so über die Pyrenäen „gerettet“ hatte, gelang es ihm anschließend in den Alpen, es über die 18. Etappe, die „Königsetappe“ dieser Tour de France, zu verteidigen. Sein Vorsprung auf Andy Schleck war nun aber bereits auf 15 Sekunden geschmolzen. Am darauf folgenden Tag verlor er auf der 19. Etappe hinauf nach L’Alpe d’Huez über drei Minuten und damit auch das Gelbe Trikot an Andy Schleck. Im abschließenden Gesamtklassement wurde Voeckler Vierter. Damit war er der bestplatzierte Franzose bei der Tour de France seit Christophe Moreau im Jahr 2000. Mit nun 20 Tagen im Gelben Trikot des Gesamtführenden gehört er neben Miguel Indurain und Lance Armstrong zu den Fahrern, die das Trikot in den vergangenen 20 Jahren am häufigsten überstreifen durften.
Erwähnenswert sind auch seine Siege bei Eintagesrennen, außer den bereits erwähnten zwei Siegen bei den französischen Strassenmeisterschaften. Er konnte zwei Rennen der UCI WorldTour entscheiden. Im Jahr 2007 gewann er den Grand Prix Ouest-France und im Jahr 2010 den Grand Prix Cycliste de Québec bei seiner ersten Austragung. Hinzu kommen im Jahr 2006 Paris-Bourges und im Jahr 2012 der belgische Halbklassiker Pfeil von Brabant. Dazu kommen mehr als zehn Gesamtsiege bei kleineren Rundfahrten wie die Luxemburg-Rundfahrt 2003, Route du Sud 2006 und 2013, Tour du Poitu Charentes 2007 und 2013, Etoile de Bessèges 2009 und Tour du Haut-Var 2009 und 2011, Vier Tage von Dünkirchen 2011, Tour La Provence und Tour de Yorkshire 2016.
Sein letztes Rennen bestritt Voeckler bei Tour de France 2017. Er war während der Rundfahrt häufig in Ausreißergruppen präsent, konnte jedoch keinen Erfolg erzielen und wurde 91. der Gesamtwertung.
Voeckler fuhr seine gesamte, 17 Jahre währende, Profikarriere für das Radsportteam von Jean-René Bernaudeau.
Im März 2025, im Alter von 45 Jahren, lief er den Paris-Halbmarathon in einer Zeit von 1 Stunde, 13 Minuten.

## Berufliches
2019 wurde Thomas Voeckler als Nachfolger von Cyrille Guimard zum neuen Trainer der französischen Straßennationalmannschaft ab 2020 ernannt.

## Erfolge

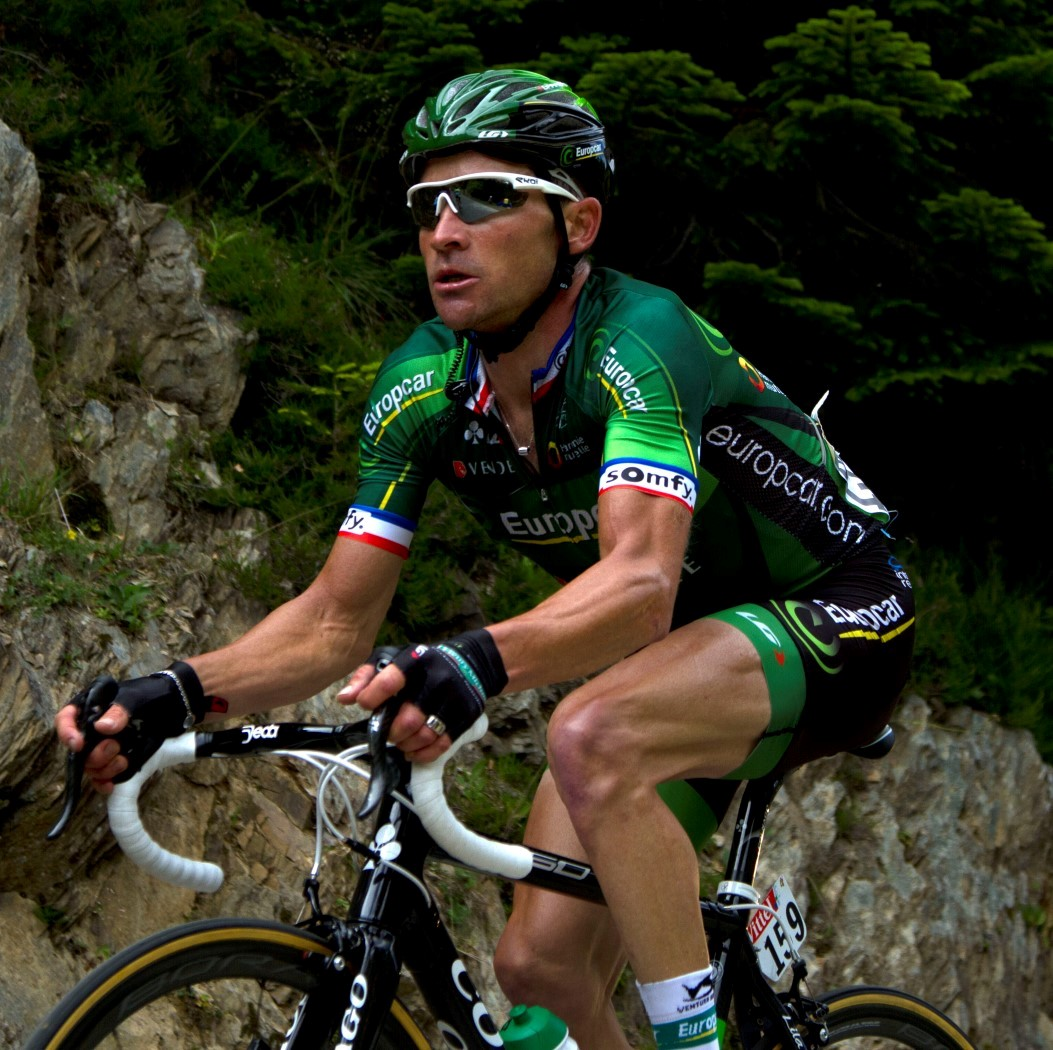
Voeckler bei der Tour de France 2014

| 2000 - Flèche Ardennaise 2003 - Gesamtwertung Luxemburg-Rundfahrt 2004 - Französischer Meister – Straßenrennen 2006 - eine Etappe Baskenland-Rundfahrt - Gesamtwertung Route du Sud - Paris–Bourges 2007 - Gesamtwertung Tour du Poitou Charentes - Grand Prix Ouest France 2008 - Gesamtwertung Circuit de la Sarthe - Grand Prix de Plumelec-Morbihan 2009 - Gesamtwertung Étoile de Bessèges - Gesamtwertung und eine Etappe Tour du Haut-Var - Trophée des Grimpeurs - eine Etappe bei der Tour de France | 2010 - Französischer Meister – Straßenrennen - eine Etappe Tour de France - Grand Prix Cycliste de Québec 2011 - eine Etappe Mittelmeer-Rundfahrt - Gesamtwertung Tour du Haut-Var - zwei Etappen Paris–Nizza - Grand Prix Cholet-Pays de la Loire - eine Etappe Giro del Trentino - Gesamtwertung und eine Etappe Vier Tage von Dünkirchen 2012 - Brabantse Pijl - eine Etappe La Tropicale Amissa Bongo - zwei Etappen und Bergwertung Tour de France 2013 - eine Etappe Critérium du Dauphiné - Gesamtwertung und eine Etappe Route du Sud - Gesamtwertung und eine Etappe Tour du Poitou Charentes 2016 - Gesamtwertung und eine Etappe Tour La Provence - Gesamtwertung und eine Etappe Tour de Yorkshire |

## Grand Tours-Platzierungen
| Grand Tour            | 2001 | 2002 | 2003 | 2004 | 2005 | 2006 | 2007 | 2008 | 2009 | 2010 | 2011 | 2012 | 2013 | 2014 | 2015 | 2016 | 2017 |
| --------------------- | ---- | ---- | ---- | ---- | ---- | ---- | ---- | ---- | ---- | ---- | ---- | ---- | ---- | ---- | ---- | ---- | ---- |
| Giro d’ItaliaGiro     | 135  | –    | –    | –    | –    | –    | DNF  | –    | 87   | 23   | –    | –    | –    | –    | –    | –    | –    |
| Tour de FranceTour    | –    | –    | 119  | 18   | 124  | 88   | 65   | 94   | 66   | 76   | 4    | 26   | 65   | 42   | 45   | 79   | 91   |
| Vuelta a EspañaVuelta | –    | –    | –    | –    | –    | –    | –    | –    | –    | –    | –    | –    | –    | –    | –    | –    | –    |